# Eleccions legislatives letones de 1922
Les Eleccions legislatives letones de 1922 es van celebrar a Letònia el 7 i 8 d'octubre de 1922. El Partit Socialdemòcrata Obrer Letó va continuar com el gran partit, guanyant-ne 30 dels 100 escons.

## Sistema electoral
Per a les eleccions el país va ser dividit en cinc districtes electorals, amb l'elecció d'un total de 97 diputats que utilitzen la representació proporcional. Els tres escons restants van ser atorgats a les parts amb el major nombre de vots que no havia pogut guanyar un escó en cap dels cinc districtes electorals.
El sistema de llistes utilitzat es va fer flexible, ja que els votants van poder ratllar noms dels candidats i reemplaçar-los amb els noms d'altres llistes, tanmateix, solament el 19,97% dels votants va fer algun canvi en les llistes. Per registrar un llista, els partits electorals només necessitavan recollir 100 signatures.

## Resultats
| Partit                                                     | Vots     | %    | Escons |
| ---------------------------------------------------------- | -------- | ---- | ------ |
| Partit Socialdemòcrata Obrer Letó                          | 241.947  | 30.6 | 30     |
| Unió d'Agricultors Letons                                  | 132.764  | 16.8 | 17     |
| Centre Democràtic (Letònia)                                | 57.438   | 7.3  | 6      |
| Unió de Socialdemòcrates - menxevics i treballadors rurals | 49.595   | 6.3  | 7      |
| Latgales kristige zemnieki un katoli                       | 47.202   | 6.0  | 6      |
| Comitè dels Partits Alemanys Bàltics                       | 42.088   | 5.3  | 6      |
| Unió Nacional Cristiana                                    | 33.043   | 4.2  | 4      |
| Centre Independent no partidista                           | 29.457   | 3.7  | 4      |
| Progresīvā tautas apvienība                                | 27.697   | 3.5  | 4      |
| Bloc Nacional Jueu                                         | 16.631   | 2.1  | 2      |
| Latvijas Jaunzemnieku savienība                            | 15.392   | 1.9  | 3      |
| Vienotais krievu saraksts                                  | 14.229   | 1.8  | 2      |
| Apvienotās poļu partijas                                   | 12.473   | 1.6  | 1      |
| Vecticībnieku                                              | 12.318   | 1.6  | 1      |
| Agudas Israel                                              | 11.429   | 1.4  | 2      |
| Partit d'Agricultors Letons                                | 8.522    | 1.1  | 1      |
| Llista de Lituans i Catòlics                               | 8.490    | 1.1  | 1      |
| Latgales tautas apvienība                                  | 6.771    | 0.9  | 1      |
| Ceire Cion                                                 | 5.156    | 0.7  | 1      |
| Bund                                                       | 2.409    | 0.3  | 1      |
| Els 10 restants partits                                    | 9.964    | 0.12 | 0      |
| Vots nuls                                                  | 9.168    | –    | –      |
| Total                                                      | 800,8584 | 100  | 100    |
| votants registrats / participació                          | 963.257  | 83.1 | –      |
| Font: Nohlen & Stöver                                      |          |      |        |